# اتود در قرمز لاکی (فیلم ۱۹۳۳)
«اتود در قرمز لاکی» (انگلیسی: A Study in Scarlet (1933 film)) فیلمی در ژانر جنایی و درام به کارگردانی ادوین ال مارین است که در سال ۱۹۳۳ منتشر شد. از بازیگران آن می‌توان به رجینالد اوئن، آنا می ونگ، جون کلاید، جوزف مایکل کریگن، و دوریس لوید اشاره کرد.